# Lombardei-Rundfahrt 1948
Die Lombardei-Rundfahrt 1948 war die 42. Austragung des italienischen Eintagesrennens Lombardei-Rundfahrt.

## Rennverlauf
127 Radrennfahrer waren am Start. Die Strecke war 222 Kilometer lang. Start und Ziel lagen in Mailand.
13 Kilometer vor dem Anstieg zur Madonna del Ghisallo startete Fausto Coppi einen Angriff, dem kein Konkurrent folgen konnte. Mit mehr als vier Minuten Vorsprung erreichte er das Ziel als Solist vor neun Verfolgern. Briek Schotte wurde als 19. klassiert und gewann damit die ausgetragene Jahreswertung Challenge Desgrange-Colombo. Nach zahlreichen Einsprüchen gegen die Wertung der Hauptgruppe wurde das offizielle Ergebnis erst nach einer Woche bestätigt. 74 Fahrer beendeten die Lombardei-Rundfahrt jener Saison.

## Ergebnis
| Rang | Fahrer          | Team           | Zeit             |
| ---- | --------------- | -------------- | ---------------- |
| 1.   | Fausto Coppi    | Bianchi        | 5:51:55 h        |
| 2.   | Adolfo Leoni    | Legnano        | = + 4:45 Minuten |
| 3.   | Fritz Schär     | Mondia         | 5:52:05 h        |
| 4.   | Alfredo Martini | Tebag          | gl. Zeit         |
| 5.   | Vito Ortelli    | Olimpia        | gl. Zeit         |
| 6.   | Antonin Rolland | Rhonson-Dunlop | gl. Zeit         |